# Ibn Abi Dinar
Ibn Abi Dinar, de son vrai nom Mohamed Ibn Abi Kacem Ibn Abi Dinar El Raïni El Kaïraouani, né au début du XVIIe siècle à Kairouan et mort vers 1690, est un historien et magistrat tunisien.
Issu d'une formation religieuse, effectuée notamment à Kairouan où il est né au début du XVIIe siècle et à l'université Zitouna, il devient cadi malékite à Tunis, avant de composer en 1681 une œuvre fondamentale sur l'histoire de la Tunisie : Al-Muʾnis fī Akhbār Afrīqiyah wa-Tūnis (ar).
Ce livre, qui s'articule en sept chapitres, traite de l'histoire de la province de l'Ifriqiya, nom porté par la Tunisie à l'époque, de l'Antiquité au début de la période ottomane que connaît le pays, en passant par la conquête arabe puis par les différentes dynasties qui se sont succédé. Le dernier chapitre raconte, en détail, les principaux événements suivant l'installation du pouvoir ottoman en Tunisie et l'histoire de la dynastie des beys mouradites dont Ibn Abi Dinar est le témoin direct de leur règne.